# 托马斯·M·尼科尔斯
托马斯·M·尼科尔斯（英語：Thomas M. Nichols，1960年12月7日—）是一位美国国际关系学者，现为海军战争学院和哈佛大學延伸教育學院教授。主要作品有《专家之死：反智主义的盛行及其影响》（The Death of Expertise: The Campaign Against Established Knowledge and Why it Matters，2017年牛津大學出版社出版）等。